# Neudörfles

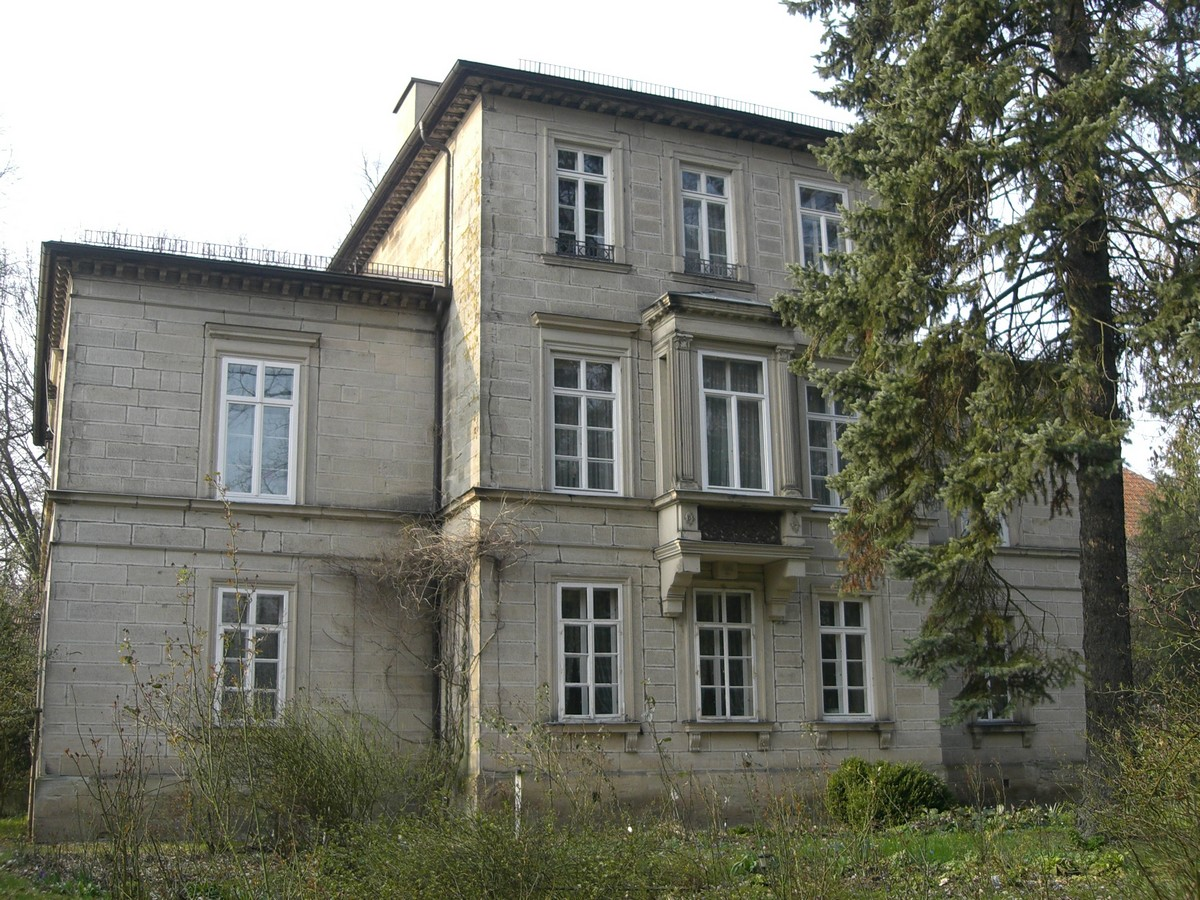
Herrenhaus auf Gut Neudörfles

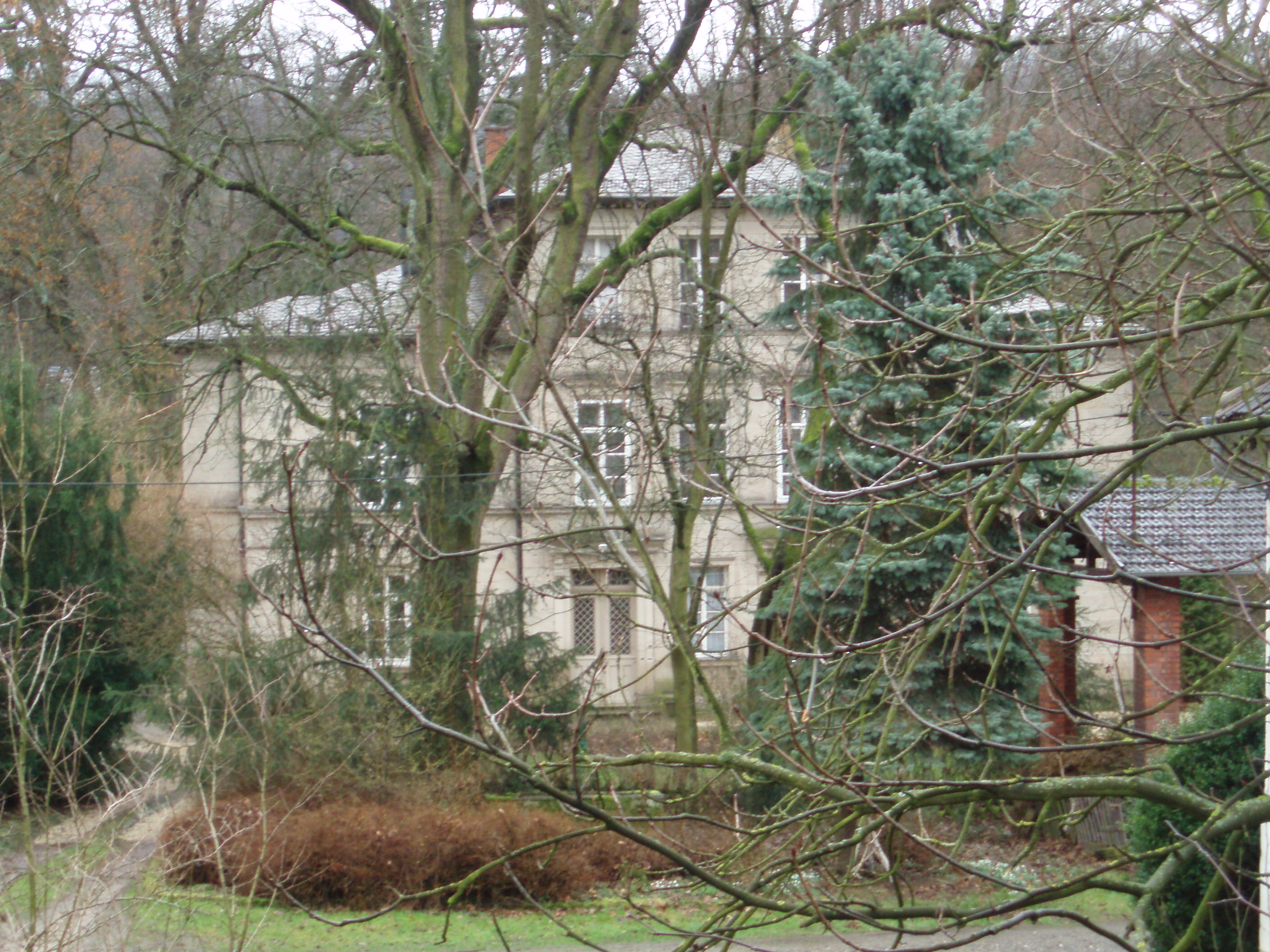
Herrenhaus auf Gut Neudörfles

Neudörfles ist ein nordöstlicher Gemeindeteil der oberfränkischen Stadt Coburg in der Neustadter Straße, der einen Gutshof mit einem 1866 erbauten spätklassizistischen, villenartigen Herrenhaus und eine ausgedehnte englische Parkanlage umfasst.

## Geschichte
Das als Nuwendorf bereits im 14. und 15. Jahrhundert als städtisches Lehen erwähnte Neudörfles lag unweit des Kernortes Altdörfles, heute Dörfles bei Coburg. Die Bezeichnung Nuwendorf deutet auf eine spätmittelalterliche Neugründung hin und war zunächst eine Vogtei des Conrad zu Coburg. 1419 kam das Anwesen als Sebastiansgut für 108 Pfund Heller an die Propstei in Coburg der Saalfelder Abtei. In der Folgezeit wechselte das Gut mehrmals Pächter oder Besitzer: 1596 an Peter Kelner, 1606 an Claus Cristan, einige Jahre später an Jörg Schultheiß und schließlich 1664 an Nicolaus und Christoph Rauschart, später Rauscher genannt, die das Lehen fast 170 Jahre innehatten.
Im Siebenjährigen Krieg 1756 bis 1763 litt Neudörfles immer wieder unter Einquartierungen von Soldaten der Chur-Pfälzischen, Mainzer, Hildburghäuser, Badener, Fürstenbergischen und Ansbacher Regimenter. 1831 erwarb der Ökonom Alfred Satorius das Anwesen, dessen Witwe es 1858 an den Weimarer Bruno Ulmann veräußerte, der es bis 1865 durch Zukauf des benachbarten Rittergutes Dörfles, auch als Krämershof bezeichnet, auf ein Areal von 135 Hektar erweiterte. 1865 entstand der Park und 1866 durch Ulmanns Auftrag ein neues Herrenhaus. Planung und Bauausführung des Herrenhauses lag in der Verantwortung des Coburger Baurats Georg Konrad Rothbart. 1850 wurde das Gut nach Dörfles eingemeindet. 1937/38 mussten Flächen des Gutshofes für den Bau der Hindenburg- und Passchendaele-Kaserne verkauft werden. 1925 hatte der Gutshof 16 Einwohner und zwei Wohngebäude. 1950 zählte der Gemeindeteil 28 Personen sowie unverändert zwei Wohngebäude und 18 Einwohner 1961 sowie drei Wohngebäude. 1970 lebten in dem Ort 17 Personen.
Nach der Gebietsreform von 1976 und der damit verbundenen Eingemeindung von Neudörfles nach Coburg erwarb die Stadt große landwirtschaftliche Flächen des Anwesens vom Enkel Bruno Ulmanns zur Ansiedlung von Gewerbebetrieben. Es verblieben die Gutsanlage und der sechs Hektar große Landschaftsgarten, die heute (Stand: 2007) noch im Besitz der Familie Ulmann sind.
Es ist den Aufzeichnungen der Familienchronik zufolge überliefert, dass Königin Victoria von Großbritannien bei ihren zahlreichen Besuchen in Coburg zwischen 1893 und 1900, auf ihren Fahrten von Schloss Ehrenburg in Coburg zum Schloss Rosenau, dem Geburtsort ihres verstorbenen Gatten Prinz Albert von Sachsen, Coburg und Gotha und Wohnort ihres Sohnes Alfred, regelmäßig Rast im schattigen Park von Neudörfles unter einer alten Eiche einlegte. Sie liebte diesen Baum und bat den regierenden Herzog Ernst II., denjenigen mit einer Geldstrafe von 10 Gulden zu belegen, der die Eiche jemals fällen würde. Die Eiche steht noch.

## Gebäude

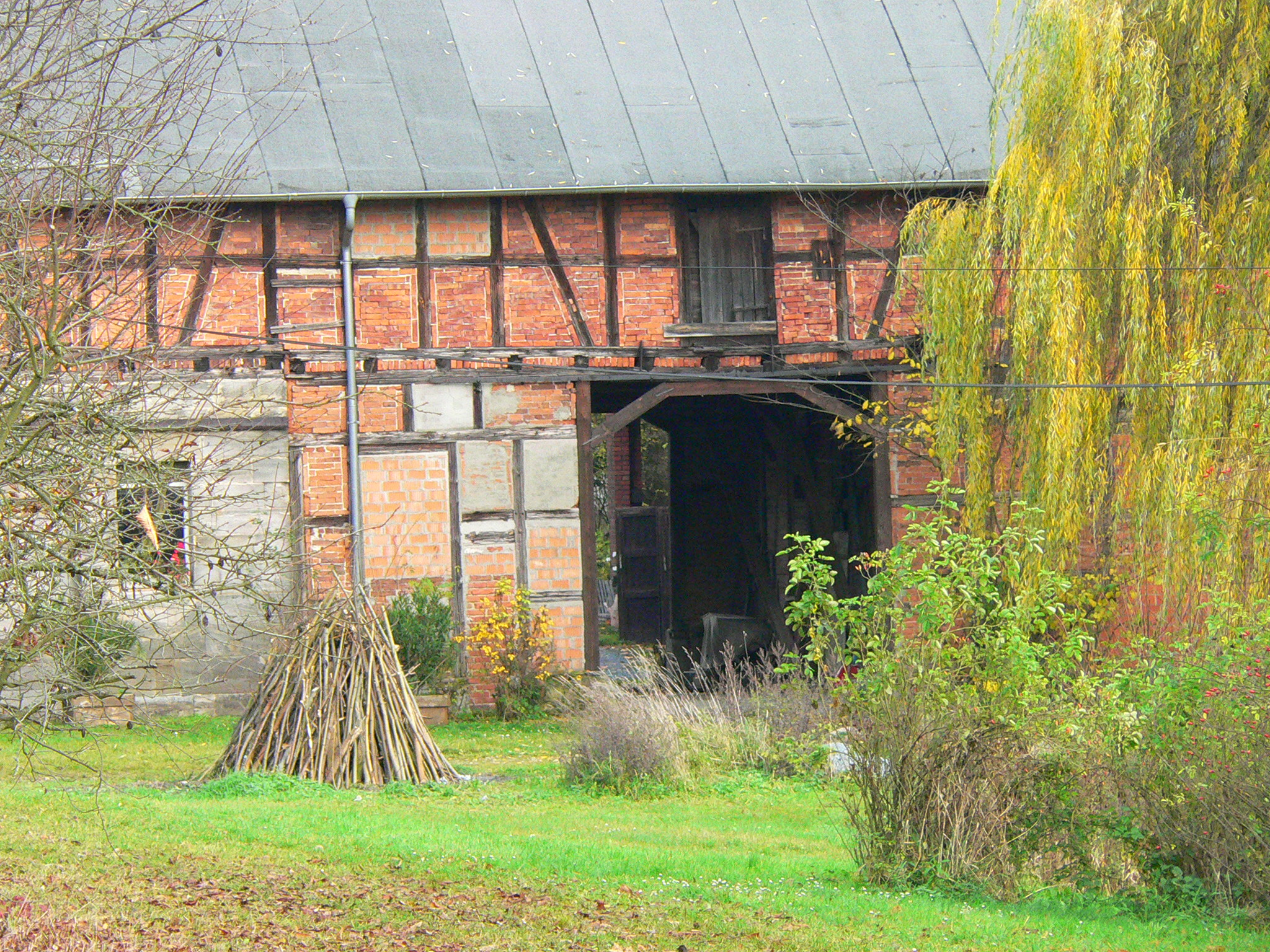
Scheune

Das Gebäudeensemble besteht aus dem Herrenhaus, dem Walmdachhaus und Ökonomiegebäuden sowie einem Brunnentrog. Das gesamte Ensemble steht unter Denkmalschutz.

### Herrenhaus
Ulmann ließ sich 1866 gleichzeitig mit dem damals ebenfalls neu angelegten englischen Landschaftsgarten von Georg Rothbart, der auch das Ketschendorfer Schloss erbaute, ein standesgemäßes Herrenhaus errichten, das Kleine Schloss. Der als typisch für die Coburger klassizistischen Häuser errichtete Sandsteinquaderbau ist ein würfelförmiger zweigeschossiger Kubus. Das Obergeschoss betonen größere Fenster als das Untergeschoss und ist durch ein doppeltes Gesims nach unten begrenzt. Den Bau durchzieht ein dreiachsiger Mittelbau mit drei Geschossen, der auf beiden Häusseiten risalitartig hervorspringt, auf der Eingangsseite flach, auf der Parkseite kräftig vorspringend. Zwei Eingangstüren flankieren den Risalit der Eingangsseite. Ein Mittelfenster, verdacht mit kräftigen Konsolgebälken, dominiert den Eingangsbereich.
Dem parkseitigen Risalit ist ein mittiger, stark profilierter Kastenerker mit Pilasterrahmung und Konsolen vorgesetzt. Anstelle eines Risalitgiebels, wie er sonst in der Coburger Architektur dieser Zeit üblich ist, ist der Mittelteil im zweiten Obergeschoss voll ausgebaut. Auch die östlichen und westlichen Schmalseiten des Gebäudes weisen Mittelrisalite auf. Das flache Walmdach verschwindet optisch hinter den vier Risaliten.
Die Inneneinrichtung des Hauses hat mit seinen Stuckdecken, historischen Möbeln und Bildern den Charakter eines herrschaftlichen Gutshofes des 19. Jahrhunderts bewahrt.

### Walmdachhaus
Das 1633 erbaute zweigeschossige Walmdachhaus ist das älteste erhaltene Gebäude des Ensembles und stellte zunächst den Mittelpunkt des Gewanns Neudörfles dar. Das Haus ist im Erdgeschoss aus Ziegeln auf einem gestuften Sandsteinsockel erbaut und trägt ein Fachwerkobergeschoss mit Hohlziegeldeckung mit sechs, zu drei Achsen zusammengefassten Fenstern zum Wirtschaftshof hin.

### Ökonomiegebäude

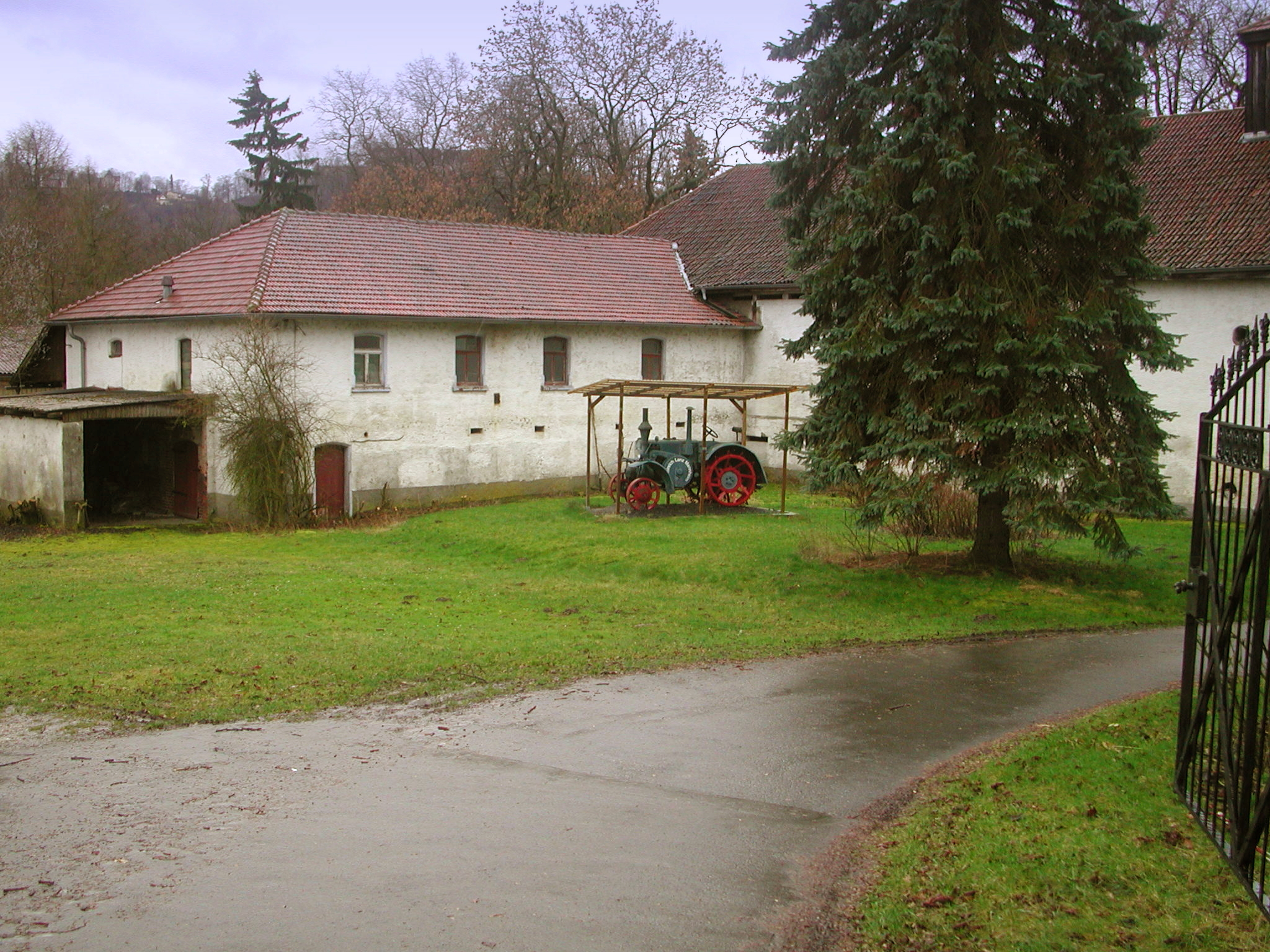
Ökonomiegebäude

Die Ökonomiegebäude, die teilweise erst im 19. Jahrhundert entstanden sind, zeigen Strukturen und Details der alten Ausstattung. Eisensäulen mit Kelchkapitellen und preußische Kappengewölbe sind vorhanden, ebenso ein Göpel, der Pferdeantrieb zum Getreidemahlen.
Auf der Westseite der Ökonomiegebäude steht eine zweigeschossige Scheune, wahrscheinlich aus der zweiten Hälfte des 19. Jahrhunderts. Sie besteht aus Fachwerk mit Ziegelausfachung, einer in der Mitte angeordneten Durchfahrt in den westlichen Park und zwei vorspringenden Flügelbauten. Der rechte davon weist im Erdgeschoss ein regelmäßiges Sandsteinquaderwerk auf, der linke ist mit zwei Einfahrtstoren versehen.

## Wirtschaftshof

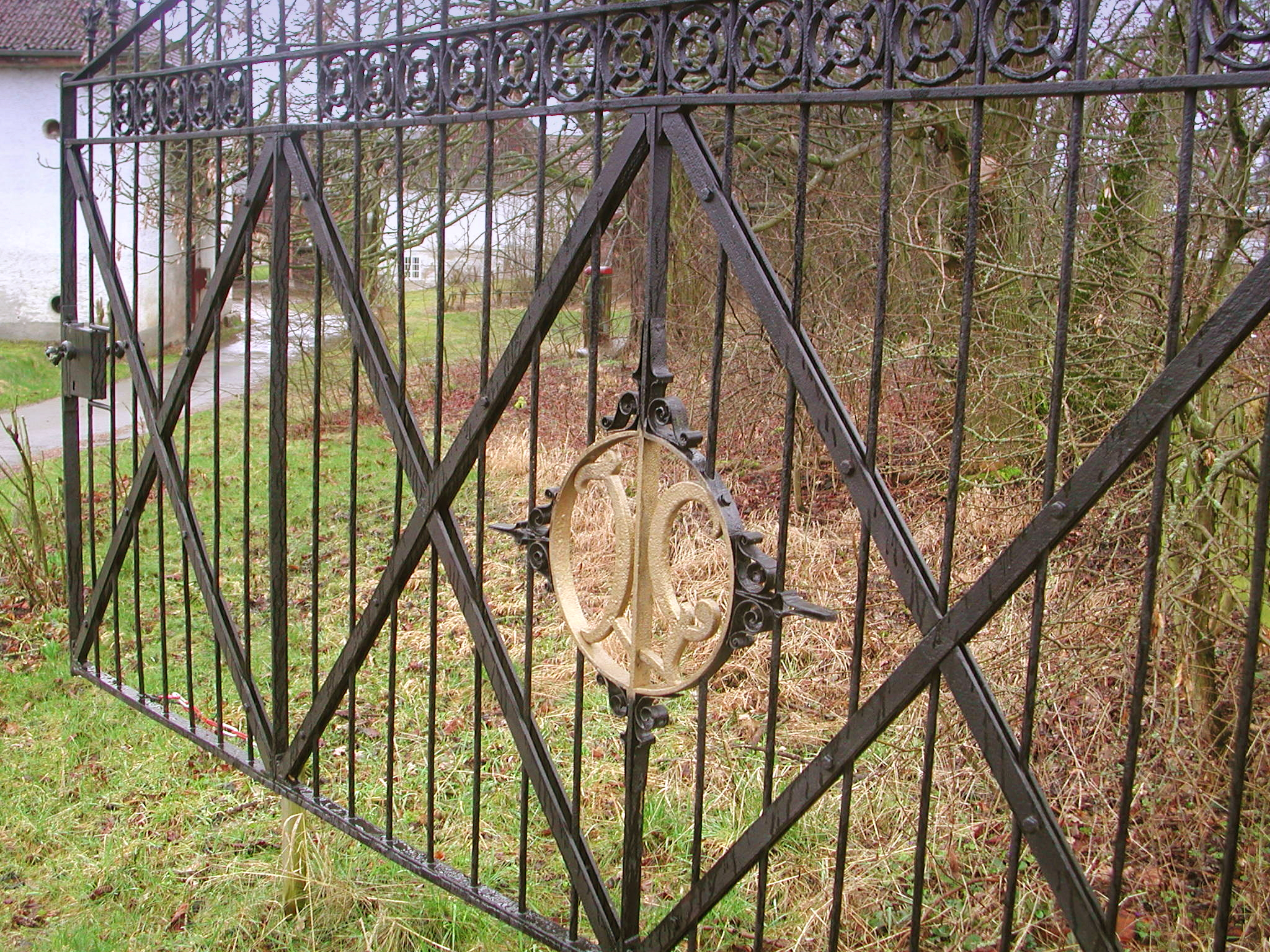
Tor

Die Einfahrt in den Wirtschaftshof beherrscht ein um 1860/70 entstandener Gusseisenzaun mit zwei geschwungenen Gittertoren, die mit der künstlerisch ausgearbeiteten Initiale U des damaligen (und heutigen) Besitzers Ulmann versehen sind.
Der im Wirtschaftshof aufgestellte Brunnentrog mit Wappen stammt ebenfalls aus der Entstehungszeit des Walmdachhauses. Über die Nutzung der Entnahmestelle an der Itz, die den Brunnentrog über eine Pumpe speiste, entstand Anfang des 17. Jahrhunderts ein heftiger, in den Gerichtsakten nachzulesender Streit.

## Park
Der Landschaftsgarten von Neudörfles, der so genannte Ulmannpark, hat nur noch eine Ausdehnung von sechs Hektar, stellt aber damit immer noch den zweitgrößten Privatpark Coburgs dar.
Für die Anlage des englischen Landschaftsgartens um 1865 musste die Flößerfläche an der Itz, dem nahe vorbeifließenden Fluss, reguliert und verlegt werden. So wurde die Itz in die Landschaftsgestaltung mit einer Überquerung durch einen freitragenden Holzsteg einbezogen. Durch den Wechsel von offenen Grünflächen und schattenspendenden Gehölzen mit einem geschwungenen Wegenetz präsentiert sich der Park auch heute noch als gut erhaltene Anlage und wurde zum Landschaftsschutzgebiet mit Biotop erklärt.
Unter einer alten Tanne im Park steht ein Stein mit dem Relief des Coburger Mohren und der Jahreszahl 1857. Bei einer in neuerer Zeit vorgenommenen Flussregulierung der Itz fand man ihn im Geröll. Er könnte dorthin gelangt sein, als das Gut Neudörfles zum Bau der Werrabahn einen Teil seines Areals zugunsten des Bahnbaus abgeben musste.

## Besichtigung
Die gesamte Anlage, die unter Denkmalschutz steht, ist in Privatbesitz und zur Besichtigung nicht zugänglich.